# Gare de Kirkkonummi
La gare de Kirkkonummi (en finnois : Kirkkonummen rautatieasema) est une gare ferroviaire située à Kirkkonummi en Finlande.